# Andrés Barboza
Edward Andrés Barboza Cubilla, noto semplicemente come Andrés Barboza (Montevideo, 23 luglio 1994), è un calciatore uruguaiano, difensore del Fénix.

## Caratteristiche tecniche
È un difensore centrale.

## Carriera
Cresciuto nel settore giovanile del Cerro, ha esordito in prima squadra il 28 maggio 2012 in occasione dell'incontro di Primera División Profesional vinto 2-0 contro il Bella Vista.